# Rallye Dakar 2009
Die Rallye Dakar 2009 (Argentina-Chile) war die 31. Veranstaltung der Rallye Dakar, jedoch erst die 30. Rallye Dakar, die auch tatsächlich ausgetragen wurde.
Vorausgegangen war die Absage der Rallye Dakar 2008 aufgrund von Terrordrohungen. Als Konsequenz aus den Terrordrohungen und der darauf folgenden Absage der Rallye fand die Rallye Dakar im Jahr 2009 nicht mehr in Afrika, sondern in Südamerika statt. Ab 2009 startete stattdessen das Africa Eco Race auf gleicher Strecke wie vorher die Rallye Dakar.
Die Rallye startete am 3. Januar 2009 in Buenos Aires und endete dort am 18. Januar 2009. Insgesamt waren rund 9.000 km Strecke zu bewältigen, dabei führte die Rallye durch Argentinien und Chile.

## Überblick
Die Amaury Sport Organisation war der Veranstalter der Rallye. Rallye-Leiter war der Franzose Etienne Lavigne.
500 Teams aus 50 Nationen starteten die Rallye, davon 217 mit Motorrädern, 25 mit Quads, 177 mit Automobilen und 81 mit Trucks. Insgesamt nahmen 837 Fahrer teil.
Die Rallye Dakar 2009 stieß in Südamerika auf ein unerwartet hohes Zuschauerinteresse. Zum Teil standen während einer Etappe bis zu einer Million Zuschauer an der Strecke.
Die Veranstalter der Rallye Dakar wollten eine Rallye schaffen, die mit denen in Afrika mindestens ebenbürtig ist, damit nicht der Eindruck entsteht, es handele sich um keine „echte“ Rallye Dakar. Es stellte sich jedoch heraus, dass die Rallye härter wurde als geplant. So mussten die Motorradfahrer oftmals in den Dünen übernachten, weil sie es tagsüber nicht mehr bis zum Biwak schafften. Wegen heftiger Regenschauer wurden viele Pisten selbst für die Geländewagen unpassierbar, so dass in der zweiten Woche nahezu jede Etappe verkürzt werden musste.
Gesamtsieger bei den Automobilen wurde das Gespann de Viliers/von Zitzewitz auf dem Race Touareg von Volkswagen Motorsport.

## Route

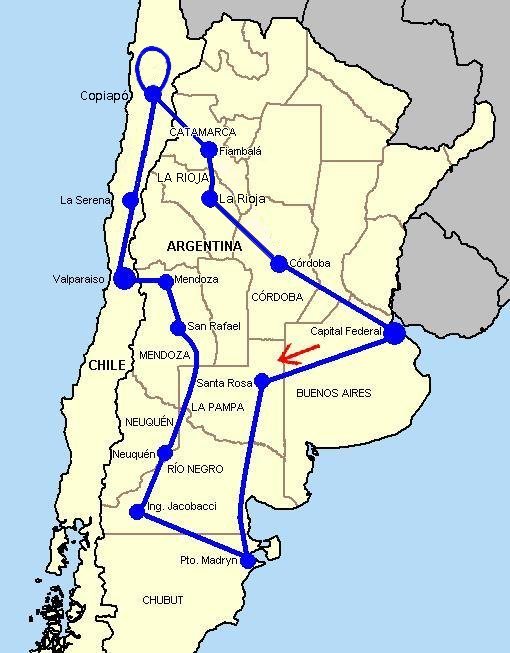
Etappen

Die Rallye begann mit einer Schauveranstaltung am 2. Januar in Buenos Aires, zu der über 500.000 Zuschauer kamen. Die gesamte Renndistanz betrug 9.578 Kilometer, von denen 5.652 in die Wertung eingingen. Am 10. Januar fand ein Ruhetag in Valparaíso statt. Es wurden zehn Etappen in Argentinien und drei in Chile ausgetragen.
Die Etappen zu Beginn fanden auf Schotterpisten in der Pampa statt, bei denen hauptsächlich über Landgüter der dort lebenden Bauern gefahren wurde. Im Verlauf der Rallye wurden auch die Anden auf Straßen mit bis zu 4.000 Metern Höhe überquert, und es wurde durch die Atacamawüste mit den größten Sanddünen der Welt gefahren.
Wegen schweren Unwetters wurde die elfte Etappe abgesagt. Bei den Lastwagen wurde die siebte Etappe in eine Überführungsetappe umgewandelt, da sie unter den herrschenden Wetterbedingungen keinen Wettkampf austragen konnten.
| 1          | 3. Januar             | Buenos Aires          | Santa Rosa            | 196                   | 371                   | 166                   | 733                   |                       |                       |                       |
| 2          | 4. Januar             | Santa Rosa            | Puerto Madryn         | 0                     | 237                   | 600                   | 837                   |                       |                       |                       |
| 3          | 5. Januar             | Puerto Madryn         | Jacobacci             | 70                    | 616                   | 8                     | 694                   |                       |                       |                       |
| 4          | 6. Januar             | Jacobacci             | Neuquén               | 4                     | 459                   | 25                    | 488                   |                       |                       |                       |
| 5          | 7. Januar             | Neuquén               | San Rafael            | 173                   | 506                   | 84                    | 763                   |                       |                       |                       |
| 6          | 8. Januar             | San Rafael            | Mendoza               | 76                    | 395                   | 154                   | 625                   |                       |                       |                       |
| 7          | 9. Januar             | Mendoza               | Valparaíso            | 80                    | 419                   | 317                   | 816                   |                       |                       |                       |
| 10. Januar | Ruhetag in Valparaíso | Ruhetag in Valparaíso | Ruhetag in Valparaíso | Ruhetag in Valparaíso | Ruhetag in Valparaíso | Ruhetag in Valparaíso | Ruhetag in Valparaíso | Ruhetag in Valparaíso | Ruhetag in Valparaíso | Ruhetag in Valparaíso |
| 8          | 11. Januar            | Valparaíso            | La Serena             | 245                   | 294                   | 113                   | 652                   |                       |                       |                       |
| 9          | 12. Januar            | La Serena             | Copiapó               | 88                    | 449                   | 0                     | 537                   |                       |                       |                       |
| 10         | 13. Januar            | Copiapó               | Copiapó               | 20                    | 666                   | 0                     | 686                   |                       |                       |                       |
| 11         | 14. Januar            | Copiapó               | Fiambalá              | 20                    | 215                   | 445                   | 680                   |                       |                       |                       |
| 12         | 15. Januar            | Fiambalá              | La Rioja              | 4                     | 253                   | 261                   | 518                   |                       |                       |                       |
| 13         | 16. Januar            | La Rioja              | Córdoba               | 161                   | 545                   | 47                    | 753                   |                       |                       |                       |
| 14         | 17. Januar            | Córdoba               | Buenos Aires          | 224                   | 227                   | 341                   | 792                   |                       |                       |                       |

## Teilnehmer

### Motorräder
217 Motorradfahrer starteten die Rallye. Die Motorradklasse wurde von den großen 690er-KTM dominiert.
KTM war das einzige Werksteam bei der Rallye. Es wollte nun verstärkt den Kundensport fördern und setzte nur noch fünf Werks-Motorräder ein. Die größten Favoriten auf den Gesamtsieg waren Marc Coma, der Dakar-Sieger von 2006, und der zweimalige Dakar-Sieger und Titelverteidiger Cyril Despres. Aller Voraussicht nach würden diese Fahrer den Gesamtsieg unter sich ausmachen. Für Etappensiege kam aber auch Comas Edelhelfer Jordi Viladoms, der auch schon eine Etappe für sich entscheiden konnte, in Frage. Die weiteren Fahrer des Teams, Alain Duclos und Gerard Farrés beschränkten ihre Tätigkeit eher auf die Unterstützung ihrer Kapitäne und würden weniger in den Kampf um Tagessiege eingreifen.
Stärkstes Privatteam war Vectra Racing um den ehemaligen Werksfahrer David Casteu. Er nahm sich viel vor und wollte ebenfalls in den Kampf um den Gesamtsieg eingreifen. Der Niederländer Frans Verhoeven und der Chilene Francisco López Contardo waren ebenfalls nicht zu unterschätzen und würden zumindest um Tagessiege mitfahren können.
Des Weiteren starteten mehrere ambitionierte Privatfahrer, darunter der US-Amerikaner Jonah Street, der Portugiese Hélder Rodrigues, der Norweger Pål Anders Ullevålseter und der Franzose David Frétigné.
Frétigné war der einzige der Topfahrer, der sein Glück auf einer anderen Maschine als auf einer KTM versuchte. Er trat mit seiner kleinen 450er-Yamaha an. Damit würde er auf schnellen Passagen Zeit verlieren, konnte aber in den Dünen und auf langen Strecken die Vorteile des geringeren Gewichts ausspielen. Die 450er-Yamaha kann leichter aus dem Sand befreit werden, wenn man sich festgefahren hat, und sie belastet die Reifen weniger, was die Gefahr von Reifenschäden verringert.

### Automobile
177 Automobilfahrer starteten die Rallye. Die Favoriten auf den Gesamtsieg waren die Werksteams von Volkswagen und Mitsubishi.
Nachdem das Team Volkswagen Motorsport von Sportchef Kris Nissen in den vergangenen Jahren mehrmals gute Platzierungen erreichte und oft die schnellsten Fahrzeuge im Feld hatte, jedoch nie einen Gesamtsieg erringen konnte, war es bei der Rallye Dakar 2009 der Topfavorit. Die Spitze des Teams war der ehemalige Rallye-Weltmeister Carlos Sainz senior, der zum dritten Mal an der Rallye teilnahm. Der Südafrikaner Giniel de Villiers wurde schon 2006 nur knapp geschlagen und war diesmal erneut einer der Geheimfavoriten. Weiterhin fuhren im Team der Deutsche Dieter Depping und der US-Amerikaner Mark Miller, beide jedoch nur mit Außenseiterchancen auf den Gesamtsieg. Volkswagen setzte mit dem VW Race Touareg II auf ein sehr ausgereiftes Fahrzeug, um technischen Problemen weitgehend aus dem Weg zu gehen. Angetrieben wird das Fahrzeug von einem Dreiliter-Fünfzylinder-TDI mit 280 PS und 600 Nm Drehmoment.
Ralliart, das Werksteam von Mitsubishi, das seit 2001 durchgehend die Rallye gewinnen konnte, war auch bei dieser Rallye wieder einer der Topfavoriten. Kapitän des Teams war der neunmalige Dakar-Sieger Stéphane Peterhansel. Unterstützt wurde er von seinen Teamkollegen Luc Alphand, Hiroshi Masuoka und Nani Roma, die zusammen ebenfalls auf drei Dakar-Siege kommen, und auch bei dieser Rallye wieder in den Kampf um die vorderen Position hätten eingreifen können. Um den Ansprüchen der südamerikanischen Pisten gerecht zu werden, musste nun auch das Team ein Dieselfahrzeug konstruieren. So trat Mitsubishi bei der Rallye Dakar 2009 erstmals mit dem neuen Racing Lancer an, der den alten Benziner Pajero Evolution ablöste. Die Leistung des mit vier Turboladern angetriebenen Dreiliter-V6-Diesels beträgt 280 PS, 25 mehr als beim alten Benziner. Besonders beim Drehmoment legte das Fahrzeug ordentlich zu, indem es von 412 auf 650 Nm stieg. Zugleich sank der Kraftstoffverbrauch des Fahrzeugs. Dennoch galt ein Gesamtsieg als fragwürdig, da das Fahrzeug bisher wenig erprobt war und sich die Zuverlässigkeit im Laufe der Rallye erst erweisen müsste.

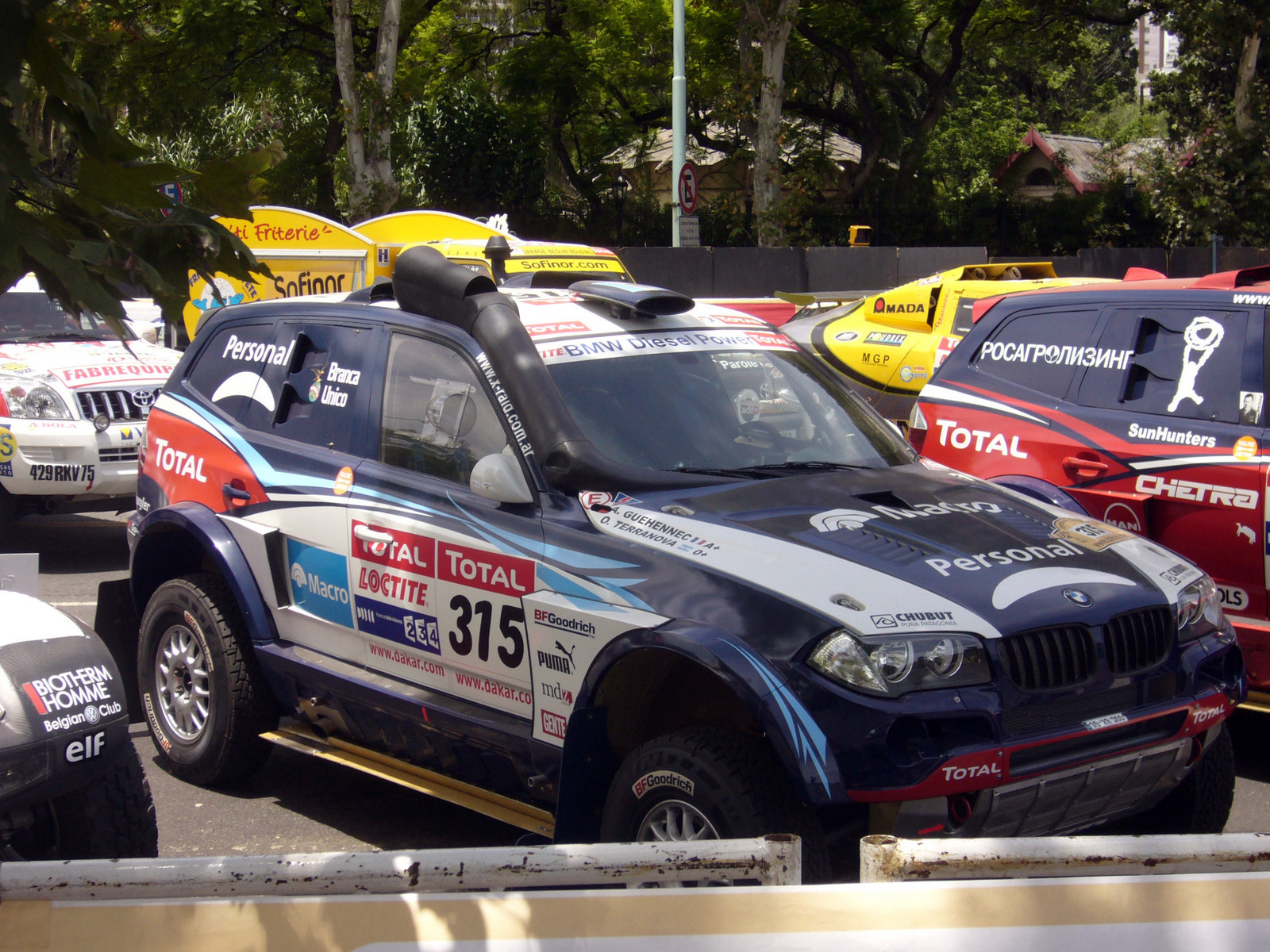
BMW X3 von Orlando Terranova

Das private, aber hochprofessionell arbeitende X-Raid-Team von Sven Quandt stellte mit 80 Mann und sechs BMW X3 CC die insgesamt größte Truppe. Vorher eher ein Außenseiter, startete das Team dieses Mal mit ernsthaften Ambitionen auf den Gesamtsieg in die Rallye. Der Topfahrer des Teams war der ehemalige Dakar-Etappensieger und amtierende Marathonrallye-Weltmeister Nasser Al-Attiyah. Zudem wollte der talentierte Franzose Guerlain Chicherit erstmals um den Gesamtsieg bei der Rallye mitfahren. Die Kapitäne des Teams erhielten Unterstützung von vier Fahrern, die sich ebenfalls beweisen wollten: der argentinische Lokalmatador Orlando Terranova, der Russe Leonid Nowizki und die beiden Niederländer Peter van Merksteijn und René Kuipers. Die BMW X3 CC werden von Dreiliter-Sechszylinder-Turbodieseln, die von den Ingenieuren im BMW-Entwicklungszentrum in Steyr konstruiert wurden, angetrieben. Diese leisten bis zu 291 PS und haben ein maximales Drehmoment von 640 Nm. Der Leistungsvorteil bringt den Fahrzeugen einen Höchstgeschwindigkeitsvorteil von fünf Kilometern pro Stunde ein, was sie vor allem auf den zahlreichen schnellen Abschnitten ausnutzen konnten. Dem Team kam daher das neue Streckenprofil mit wenig Dünen und vielen Hochgeschwindigkeitsabschnitten zugute.
Bestenfalls Außenseiterchancen hatte der US-Amerikaner Robby Gordon in seinem privaten Hummer H3. Sein Fahrzeug ist eine komplett andere Konstruktion als die der Topteams. Das Fahrzeug ist auf dem Baja-Reglement aufgebaut und darf daher extrem lange Federwege haben, allerdings auch nur Hinterradantrieb. Auch der Siebenliter-V8-Benziner entspricht dem Gegenteil der anderen Motoren. Robby Gordon wäre mit diesem Fahrzeug in der Lage gewesen, in den Dünen seine Vorteile gegenüber den anderen Fahrzeugen auszuspielen. Auf den langen geraden Passagen musste er allerdings Abstriche bei der Höchstgeschwindigkeit machen.
Ohne Aussichten auf größere Erfolge ging auch das kleine Overdrive-Racing-Team von Teamchef Grégoire de Mevius ins Rennen. Die Fahrer des Teams waren der Rallyefahrer und Europaparlamentarier Krzysztof Hołowczyc und der Extrembergsteiger Ivar Erik Tollefsen. Das Team fuhr auf den Nissan Navara, die in der Südafrikanischen Offroad-Meisterschaft werksseitig von Nissan eingesetzt werden. Diese werden von Vierliter-V6-Benzinern mit 290 PS angetrieben. Die Chancen des Teams bestanden in der Zuverlässigkeit der ausgereiften Fahrzeuge und in der Tatsache, dass die Topteams auf dem unbekannten Terrain in Schwierigkeiten geraten könnten.
Der Deutsche Matthias Kahle startete auch wieder bei dieser Rallye Dakar in seinem Buggy mit Honda-Motor. Er hatte keine Möglichkeiten, an der Spitze mitzumischen, nahm sich aber eine Top-15-Platzierung als Ziel vor.
Der ehemalige Motorrad-Topfahrer Isidre Esteve Pujol nahm zum ersten Mal nach seinem schweren Sturz im März 2007, aufgrund dessen er nun im Rollstuhl sitzt, wieder an der Rallye Dakar teil. Er startete in einem SsangYong Kyron in der Produktionswagen-Klasse.
Weitere bekannte Teilnehmer waren die WTCC-Piloten Yvan Muller und Tom Coronel.

### Trucks
Bei den Trucks, von denen insgesamt 81 die Rallye starteten, schien es wieder auf einen Kampf zwischen den Niederländern und den Russen hinauszulaufen.
Zu den Topfavoriten zählte das KAMAZ-Werksteam mit seinen Fahrern Wladimir Tschagin, Firdaus Kabirow und Airat Ilgisarowitsch Mardejew. Tschagin siegte bereits fünf Mal, Kabirow ein Mal.
Das zweite Werksteam war MAN mit seinem Kapitän und Titelverteidiger Hans Stacey. Sein Ziel war es, auch in diesem Jahr wieder die Rallye zu gewinnen. Sein Helfer war MAN-Entwicklungsleiter Franz Echter.
Die de Rooys starteten auch bei der Rallye Dakar 2009 wieder auf ihrem selbstaufgebauten Ginaf-Truck. Dieses Mal jedoch nicht mit dem ehemaligen Dakar-Sieger Jan de Rooy am Steuer, sondern seinem Sohn Gerard de Rooy.
Ebenfalls nicht zu unterschätzen waren der tschechische Tatra-Fahrer Aleš Loprais, Neffe des sechsmaligen Dakar-Siegers Karel Loprais, und das niederländische Ginaf-Rally-Power-Team um seine Kapitäne Wulfert van Ginkel und Marcel van Vliet.

## Rennverlauf

### Etappe 1
Motorräder
| Rang | Fahrer          | Fahrzeug        | Zeit      |
| ---- | --------------- | --------------- | --------- |
| 1    | Marc Coma       | KTM 690 Rallye  | 02:46:17  |
| 2    | Jacek Czachor   | KTM 690         | +00:22:05 |
| 3    | Miran Stanovnik | KTM LC 4 Rallye | +00:24:42 |
| 4    | Frans Verhoeven | KTM 690 Rallye  | +00:26:14 |
| 5    | Jonah Street    | KTM 690         | +00:26:22 |

Quads
| Rang | Fahrer              | Fahrzeug       | Zeit      |
| ---- | ------------------- | -------------- | --------- |
| 1    | Christophe Declerck | Yamaha Raptor  | 04:00:16  |
| 2    | Josef Macháček      | Yamaha Raptor  | +00:12:56 |
| 3    | Luis Henderson      | Suzuki LTR 450 | +00:15:50 |

Autos
| Rang | Fahrer                                | Fahrzeug                 | Zeit      |
| ---- | ------------------------------------- | ------------------------ | --------- |
| 1    | Nasser Al-Attiyah Tina Thörner        | BMW X3 CC                | 02:36:15  |
| 2    | Carlos Sainz senior Michel Périn      | VW Race Touareg II       | +00:02:17 |
| 3    | Giniel de Villiers Dirk von Zitzewitz | VW Race Touareg II       | +00:02:40 |
| 4    | Mark Miller Ralph Pitchford           | VW Race Touareg II       | +00:04:21 |
| 5    | Luc Alphand Gilles Picard             | Mitsubishi Racing Lancer | +00:04:44 |

Trucks
| Rang | Fahrer                                                  | Fahrzeug                  | Zeit      |
| ---- | ------------------------------------------------------- | ------------------------- | --------- |
| 1    | Marcel van Vliet Herman Vaanholt Gerard van Veenendaal  | GINAF X2222               | 03:15:07  |
| 2    | Gerard de Rooy Tom Colsoul Marcel Van Melis             | GINAF X2223               | +00:00:02 |
| 3    | Ilgisar Mardejew Wjatscheslaw Misjukajew Airat Mardejew | KAMAZ 4326                | +00:00:22 |
| 4    | Firdaus Kabirow Aidar Beljajew Andrei Mokejew           | KAMAZ 4326                | +00:02:00 |
| 5    | Aleš Loprais Vojtěch Štajf Milan Holáň                  | Tatra 815-2 ZO R45 12.400 | +00:02:45 |

Marc Coma konnte auf seiner 690er-KTM gleich auf der ersten Etappe einen Vorsprung von 22 Minuten auf die Konkurrenz, angeführt von Jacek Czachor, herausfahren. Dabei profitierte er auch durch die Reifenschäden seiner größten Konkurrenten Cyril Despres und David Casteu, die sich für das falsche Material entschieden. Despres verlor dadurch rund 41 Minuten, Casteu sogar über eine Stunde.
Die Autowertung wurde von Nasser Al-Attiyah vom X-Raid-Team gewonnen. Sein Teamkollege Guerlain Chicherit war ebenfalls sehr schnell unterwegs, verspielte mit einem Überschlag jedoch jegliche Chancen auf den Gesamtsieg. Der Deutsche Dieter Depping verlor aufgrund von Elektronikproblemen seines VW Race Touareg etwa eine Stunde. Die weiteren Werks-VW beendeten die Etappe auf den Plätzen zwei bis vier. Mitsubishi zeigte sich schwächer als erwartet. Luc Alphand und Stéphane Peterhansel lagen nach der ersten Etappe bereits knapp fünf Minuten zurück. Zudem musste mit Hiroshi Masuoka ein Anwärter auf den Gesamtsieg die Rallye vorzeitig beenden. Überraschen konnte der Lokalmatador Orlando Terranova, der mit seinem BMW X3 den siebten Platz belegte.
Marcel van Vliet gewann die Lastwagenwertung mit zwei Sekunden Vorsprung vor Gerard de Rooy. Wladimir Tschagin verlor über drei Minuten, obwohl er anfänglich schnell unterwegs war.

### Etappe 2
Motorräder
| Rang | Fahrer          | Fahrzeug       | Zeit      |
| ---- | --------------- | -------------- | --------- |
| 1    | Frans Verhoeven | KTM 690 Rallye | 02:14:48  |
| 2    | Cyril Despres   | KTM 690 Rallye | +00:00:41 |
| 3    | David Frétigné  | Yamaha WRF 450 | +00:01:04 |
| 4    | Jordi Viladoms  | KTM 690 Rallye | +00:01:33 |
| 5    | Jonah Street    | KTM 690        | +00:01:51 |

Quads
| Rang | Fahrer              | Fahrzeug           | Zeit      |
| ---- | ------------------- | ------------------ | --------- |
| 1    | Christophe Declerck | Yamaha Raptor      | 02:55:58  |
| 2    | Hubert Deltrieu     | Polaris Outlaw 525 | +00:02:40 |
| 3    | Rafał Sonik         | Yamaha Raptor      | +00:03:23 |

Autos
| Rang | Fahrer                                 | Fahrzeug                 | Zeit      |
| ---- | -------------------------------------- | ------------------------ | --------- |
| 1    | Carlos Sainz Michel Périn              | VW Race Touareg II       | 01:56:14  |
| 2    | Stéphane Peterhansel Jean-Paul Cottret | Mitsubishi Racing Lancer | +00:01:14 |
| 3    | Giniel de Villiers Dirk von Zitzewitz  | VW Race Touareg II       | +00:01:56 |
| 4    | Nani Roma Lucas Cruz                   | Mitsubishi Racing Lancer | +00:02:48 |
| 5    | Luc Alphand Gilles Picard              | Mitsubishi Racing Lancer | +00:03:54 |

Trucks
| Rang | Fahrer                                                  | Fahrzeug    | Zeit      |
| ---- | ------------------------------------------------------- | ----------- | --------- |
| 1    | Gerard de Rooy Tom Colsoul Marcel Van Melis             | GINAF X2223 | 02:21:42  |
| 2    | Firdaus Kabirow Aidar Beljajew Andrei Mokejew           | KAMAZ 4326  | +00:02:00 |
| 3    | Marcel van Vliet Herman Vaanholt Gerard van Veenendaal  | GINAF X2222 | +00:08:38 |
| 4    | Wladimir Tschagin Sergei Sawostin Eduard Nikolajew      | KAMAZ 4326  | +00:09:22 |
| 5    | Ilgisar Mardejew Wjatscheslaw Misjukajew Airat Mardejew | KAMAZ 4326  | +00:19:46 |

Frans Verhoeven gewann die zweite Etappe vor Cyril Despres mit 41 Sekunden Vorsprung. David Frétigné konnte überraschen, indem er mit seiner unterlegenen 450er-Yamaha nur gut eine Minute nach Verhoeven das Ziel erreichte. Marc Coma hatte mit technischen Problemen zu kämpfen, blieb aber in der Gesamtwertung mit immer noch knapp 14 Minuten Vorsprung in Führung.
Der ehemalige Rallye-Weltmeister Carlos Sainz entschied die Etappe für sich und übernahm gleichzeitig die Führung in der Gesamtwertung. Er profitierte davon, dass sich Al-Attiyahs Beifahrerin Tina Thörner vernavigierte und er dadurch knapp sieben Minuten einbüßte. Stéphane Peterhansel belegte mit gut einer Minute Rückstand auf Sainz den zweiten Platz und konnte damit erstmals das Potenzial des neuen Mitsubishi Racing Lancer ausschöpfen.
Gerard de Rooy konnte mit seinem Ginaf knapp vier Minuten auf den zweitplatzierten KAMAZ-Fahrer Firdaus Kabirow herausfahren und übernahm die Führung in der Lastwagenwertung. Titelverteidiger Hans Stacey hatte zu diesem Zeitpunkt des Rennens bereits deutlich über eine Stunde Rückstand.

### Etappe 3
Motorräder
| Rang | Fahrer                  | Fahrzeug       | Zeit      |
| ---- | ----------------------- | -------------- | --------- |
| 1    | Marc Coma               | KTM 690 Rallye | 05:18:17  |
| 2    | Pål Anders Ullevålseter | KTM 690 Rallye | +00:17:49 |
| 3    | Jordi Viladoms          | KTM 690 Rallye | +00:17:49 |
| 4    | David Casteu            | KTM 690 Rallye | +00:18:16 |
| 5    | Gerard Farrés           | KTM 690 Rallye | +00:18:42 |

Quads
| Rang | Fahrer               | Fahrzeug          | Zeit      |
| ---- | -------------------- | ----------------- | --------- |
| 1    | Josef Macháček       | Yamaha Raptor     | 06:41:59  |
| 2    | Christophe Declerck  | Yamaha Raptor     | +00:01:47 |
| 3    | Joan Manuel Gonzalez | Yamaha Raptor 700 | +00:12:55 |

Autos
| Rang | Fahrer                                 | Fahrzeug                 | Zeit      |
| ---- | -------------------------------------- | ------------------------ | --------- |
| 1    | Nasser Al-Attiyah Tina Thörner         | BMW X3 CC                | 04:29:27  |
| 2    | Carlos Sainz Michel Périn              | VW Race Touareg II       | +00:00:35 |
| 3    | Dieter Depping Timo Gottschalk         | VW Race Touareg II       | +00:01:40 |
| 4    | Giniel de Villiers Dirk von Zitzewitz  | VW Race Touareg II       | +00:04:01 |
| 5    | Stéphane Peterhansel Jean-Paul Cottret | Mitsubishi Racing Lancer | +00:05:31 |

Trucks
| Rang | Fahrer                                               | Fahrzeug       | Zeit      |
| ---- | ---------------------------------------------------- | -------------- | --------- |
| 1    | Wladimir Tschagin Sergei Sawostin Eduard Nikolajew   | KAMAZ 4326     | 05:15:59  |
| 2    | Gerard de Rooy Tom Colsoul Marcel Van Melis          | GINAF X2223    | +00:03:24 |
| 3    | Firdaus Kabirow Aidar Beljajew Andrei Mokejew        | KAMAZ 4326     | +00:07:12 |
| 4    | Wulfert van Ginkel Willem Tijsterman Richard de Rooy | GINAF X2222    | +00:16:01 |
| 5    | Hans Stacey Charly Gotlib Bernard Der Kinderen       | MAN TGS 18.480 | +00:18:05 |

Auf der dritten Etappe war Marc Coma wieder siegreich und konnte seinen Vorsprung deutlich ausbauen. Auf dem zweiten Platz folgten Jordi Viladoms und Pal Anders Ullevalseter zeitgleich mit fast 18 Minuten hinter dem Tagessieger. Cyril Despres hatte erneut mit Reifenschäden zu kämpfen und lag nach der dritten Etappe bereits über 90 Minuten zurück. David Frétigné konnte sich auf den zweiten Platz in der Gesamtwertung vorarbeiten.
Nasser Al-Attiyah entschied die Etappe wieder für sich und machte 35 Sekunden auf den Gesamtwertungsführenden Carlos Sainz gut. Sainz’ Vorsprung betrug nach der dritten Etappe immer noch knapp vier Minuten. Luc Alphand hingegen verlor aufgrund eines Lecks im Treibstofftank mehr als eine halbe Stunde und lag in der Gesamtwertung damit nun zu weit zurück, um in den Kampf in der Gesamtwertung eingreifen zu können.
Bei den Lastwagen siegte Wladimir Tschagin. In der Gesamtwertung führte weiterhin Gerard de Rooy vor Tschagins Teamkollegen Kabirow.

### Etappe 4
Motorräder
| Rang | Fahrer          | Fahrzeug       | Zeit      |
| ---- | --------------- | -------------- | --------- |
| 1    | Marc Coma       | KTM 690 Rallye | 04:09:32  |
| 2    | Cyril Despres   | KTM 690 Rallye | +00:01:17 |
| 3    | Jonah Street    | KTM 690        | +00:01:21 |
| 4    | David Frétigné  | Yamaha WRF 450 | +00:04:31 |
| 5    | Francisco López | KTM 690 Rallye | +00:07:37 |

Quads
| Rang | Fahrer               | Fahrzeug           | Zeit      |
| ---- | -------------------- | ------------------ | --------- |
| 1    | Joan Manuel Gonzalez | Yamaha Raptor 700  | 05:18:33  |
| 2    | Christophe Declerck  | Yamaha Raptor      | +00:16:18 |
| 3    | Eric Carlini         | Polaris Outlaw 525 | +00:18:59 |

Autos
| Rang | Fahrer                         | Fahrzeug                 | Zeit      |
| ---- | ------------------------------ | ------------------------ | --------- |
| 1    | Carlos Sainz Michel Périn      | VW Race Touareg II       | 03:42:57  |
| 2    | Nasser Al-Attiyah Tina Thörner | BMW X3 CC                | +00:00:06 |
| 3    | Luc Alphand Gilles Picard      | Mitsubishi Racing Lancer | +00:02:24 |
| 4    | Mark Miller Ralph Pitchford    | VW Race Touareg II       | +00:04:20 |
| 5    | Nani Roma Lucas Cruz           | Mitsubishi Racing Lancer | +00:05:38 |

Trucks
| Rang | Fahrer                                                  | Fahrzeug       | Zeit      |
| ---- | ------------------------------------------------------- | -------------- | --------- |
| 1    | Gerard de Rooy Tom Colsoul Marcel Van Melis             | GINAF X2223    | 04:20:27  |
| 2    | Wladimir Tschagin Sergei Sawostin Eduard Nikolajew      | KAMAZ 4326     | +00:00:46 |
| 3    | Firdaus Kabirow Aidar Beljajew Andrei Mokejew           | KAMAZ 4326     | +00:04:55 |
| 4    | Ilgisar Mardejew Wjatscheslaw Misjukajew Airat Mardejew | KAMAZ 4326     | +00:08:52 |
| 5    | Franz Echter Detlef Ruf Artur Klein                     | MAN TGS 18.480 | +00:13:30 |

Auch auf der vierten Etappe war Marc Coma wieder Schnellster. Er sicherte sich vor Cyril Despres und Jonah Street mit über einer Minute Vorsprung den Tagessieg. In der Gesamtwertung entstand hinter Coma ein Zweikampf um den zweiten Platz zwischen Street und Frétigné.
In der Automobilwertung ging der Tagessieg wieder an Carlos Sainz mit einem Vorsprung von gerade einmal sechs Sekunden vor Al-Attiyah. Die Mitsubishi-Piloten ließen erneut sehr viel Zeit liegen. Inzwischen lagen alle Fahrer des Teams in der Gesamtwertung schon mehr als 15 Minuten zurück.
Bei den Trucks konnte de Rooy die Etappe wieder für sich entscheiden.

### Etappe 5
Motorräder
| Rang | Fahrer           | Fahrzeug       | Zeit      |
| ---- | ---------------- | -------------- | --------- |
| 1    | Jonah Street     | KTM 690        | 06:41:06  |
| 2    | Frans Verhoeven  | KTM 690 Rallye | +00:05:53 |
| 3    | Francisco Lopez  | KTM 690 Rallye | +00:07:34 |
| 4    | David Casteu     | KTM 690 Rallye | +00:09:36 |
| 5    | Hélder Rodrigues | KTM 690 Rallye | +00:10:35 |

Quads
| Rang | Fahrer               | Fahrzeug          | Zeit      |
| ---- | -------------------- | ----------------- | --------- |
| 1    | Joan Manuel Gonzalez | Yamaha Raptor 700 | 08:52:38  |
| 2    | Josef Macháček       | Yamaha Raptor     | +00:24:06 |
| 3    | Marcos Patronelli    | Can-Am 800        | +01:11:38 |

Autos
| Rang | Fahrer                                | Fahrzeug           | Zeit      |
| ---- | ------------------------------------- | ------------------ | --------- |
| 1    | Giniel de Villiers Dirk von Zitzewitz | VW Race Touareg II | 05:47:43  |
| 2    | Dieter Depping Timo Gottschalk        | VW Race Touareg II | +00:02:18 |
| 3    | Robby Gordon Andy Grider              | Hummer H3          | +00:04:12 |
| 4    | Nasser Al-Attiyah Tina Thörner        | BMW X3 CC          | +00:05:23 |
| 5    | Mark Miller Ralph Pitchford           | VW Race Touareg II | +00:08:59 |

Trucks
| Rang | Fahrer                                             | Fahrzeug       | Zeit      |
| ---- | -------------------------------------------------- | -------------- | --------- |
| 1    | Firdaus Kabirow Aidar Beljajew Andrei Mokejew      | KAMAZ 4326     | 06:43:56  |
| 2    | Wladimir Tschagin Sergei Sawostin Eduard Nikolajew | KAMAZ 4326     | +00:12:19 |
| 3    | Gerard de Rooy Tom Colsoul Marcel Van Melis        | GINAF X2223    | +00:12:28 |
| 4    | Tomáš Tomeček Vojtěch Morávek Radomír Smolka       | Tatra 815      | +00:53:24 |
| 5    | Franz Echter Detlef Ruf Artur Klein                | MAN TGS 18.480 | +00:56:01 |

Die Favoriten Coma und Despres wurden beide durch Reifenschäden rund 20 Minuten lang aufgehalten. Davon konnte Jonah Street profitieren, da ihm aufgrund dessen der erste Etappensieg bei der Rallye gelang. Die dahinterplatzierten Frans Verhoeven und Francisco Lopez konnte er deutlich distanzieren.
Dieter Depping war über weite Teile der Strecke der Schnellste. Letztendlich ging der Sieg jedoch an seinen Teamkollegen Giniel de Villiers. Depping wurde Zweiter, dahinter der US-Amerikaner Robby Gordon in seinem Hummer. Al-Attiyah konnte auf Sainz gut zehn Minuten an Boden gut machen und übernahm damit wieder die Führung in der Gesamtwertung. Sein Ersatzteileträger Peter van Merksteijn schied aus, weil sein Fahrzeug Feuer fing.
Der Etappensieg ging bei den Trucks an Kabirow. Damit setzte er sich in der Gesamtwertung auf den zweiten Platz vor seinen Teamkollegen Tschagin und lag nun nur noch 13 Sekunden hinter dem Führenden de Rooy.

### Etappe 6
Motorräder
| Rang | Fahrer          | Fahrzeug       | Zeit      |
| ---- | --------------- | -------------- | --------- |
| 1    | Cyril Despres   | KTM 690 Rallye | 02:03:20  |
| 2    | Marc Coma       | KTM 690 Rallye | +00:02:09 |
| 3    | Jordi Viladoms  | KTM 690 Rallye | +00:05:15 |
| 4    | Francisco Lopez | KTM 690 Rallye | +00:09:41 |
| 5    | David Frétigné  | Yamaha WRF 450 | +00:10:30 |

Quads
| Rang | Fahrer               | Fahrzeug           | Zeit      |
| ---- | -------------------- | ------------------ | --------- |
| 1    | Josef Macháček       | Yamaha Raptor      | 02:49:47  |
| 2    | Joan Manuel Gonzalez | Yamaha Raptor 700  | +00:10:04 |
| 3    | Hubert Deltrieu      | Polaris Outlaw 525 | +00:15:14 |

Autos
| Rang | Fahrer                                 | Fahrzeug                 | Zeit      |
| ---- | -------------------------------------- | ------------------------ | --------- |
| 1    | Giniel de Villiers Dirk von Zitzewitz  | VW Race Touareg II       | 02:12:33  |
| 2    | Mark Miller Ralph Pitchford            | VW Race Touareg II       | +00:00:20 |
| 3    | Carlos Sainz Michel Périn              | VW Race Touareg II       | +00:03:30 |
| 4    | Stéphane Peterhansel Jean-Paul Cottret | Mitsubishi Racing Lancer | +00:08:07 |
| 5    | Nani Roma Lucas Cruz                   | Mitsubishi Racing Lancer | +00:09:13 |

Trucks
| Rang | Fahrer                                              | Fahrzeug         | Zeit      |
| ---- | --------------------------------------------------- | ---------------- | --------- |
| 1    | Wladimir Tschagin Sergei Sawostin Eduard Nikolajew  | KAMAZ 4326       | 02:31:58  |
| 2    | Firdaus Kabirow Aidar Beljajew Andrei Mokejew       | KAMAZ 4326       | +00:00:20 |
| 3    | Gerard de Rooy Tom Colsoul Marcel Van Melis         | GINAF X2223      | +00:25:53 |
| 4    | Martin van den Brink Pieter Stijkel Erwin Lagerweij | GINAF X2222      | +00:55:37 |
| 5    | Pep Vila Roca Moisès Torrallardona Joachim Busoms   | Mercedes 1844-AK | +01:28:40 |

Cyril Despres konnte auf der sechsten Etappe seinen ersten Etappensieg bei der Rallye Dakar des Jahres 2009 erzielen. Er nahm Marc Coma gut zwei Minuten ab, lag in der Gesamtwertung aber weiterhin anderthalb Stunden zurück. Comas Vorsprung auf den Nächstplatzierten, Jonah Street, lag bereits über 40 Minuten, da Street eine Viertelstunde nach Coma das Ziel erreichte. Dritter ist weiterhin Frétigné.
Al-Attiyah war der schnellste Autofahrer, fuhr aber zu Beginn eine andere Route als vorgegeben, da er mit Kühlerproblemen zu kämpfen hatte und daher nicht sein beschädigtes Fahrzeug überlasten wollte. Sein Sieg wurde ihm allerdings nachträglich aberkannt und Al-Attiyah disqualifiziert, da er neun Kontrollpunkte ausgelassen hatte, obwohl nur vier erlaubt sind. Damit verlor das X-Raid-Team seinen einzigen Anwärter auf den Gesamtsieg und spielte von da an nur noch eine Nebendarstellerrolle. Giniel de Villiers wurde damit trotz fünf Minuten Rückstand auf Al-Attiyah nachträglich zum Sieger gekürt. Mark Miller wurde Zweiter mit 20 Sekunden Rückstand auf seinen Teamkollegen. In der Gesamtwertung führt nun erstmals der Südafrikaner de Villiers mit knapp acht Minuten Vorsprung vor dem Spanier Sainz. Luc Alphand musste als zweiter Mitsubishi-Pilot aufgeben, da sein Beifahrer Gilles Picard bei einer Befreiungsaktion aus einem Sumpf kollabierte und ins Krankenhaus gebracht werden musste. Der Franzose Christian Lavieille hatte ebenfalls großes Pech, da sein Fahrzeug abbrannte.
Gerard de Rooy verlor die Führung in der Lastwagenwertung, da er das Ziel auf der Etappe mit knapp 26 Minuten hinter Kabirow erreichte. De Rooy rutschte damit in der Gesamtwertung auf den dritten Platz hinter Kabirow und Tschagin ab.

### Etappe 7
Motorräder
| Rang | Fahrer          | Fahrzeug       | Zeit      |
| ---- | --------------- | -------------- | --------- |
| 1    | Francisco Lopez | KTM 690 Rallye | 02:36:09  |
| 2    | Marc Coma       | KTM 690 Rallye | +00:03:57 |
| 3    | Cyril Despres   | KTM 690 Rallye | +00:05:21 |
| 4    | David Frétigné  | Yamaha WRF 450 | +00:08:58 |
| 5    | David Casteu    | KTM 690 Rallye | +00:14:07 |

Quads
| Rang | Fahrer            | Fahrzeug           | Zeit      |
| ---- | ----------------- | ------------------ | --------- |
| 1    | Marcos Patronelli | Can-Am 800         | 03:41:37  |
| 2    | Luis Henderson    | Suzuki LTR 450     | +00:14:01 |
| 3    | Hubert Deltrieu   | Polaris Outlaw 525 | +00:21:05 |

Autos
| Rang | Fahrer                             | Fahrzeug                 | Zeit      |
| ---- | ---------------------------------- | ------------------------ | --------- |
| 1    | Carlos Sainz Michel Périn          | VW Race Touareg II       | 02:35:27  |
| 2    | Mark Miller Ralph Pitchford        | VW Race Touareg II       | +00:03:41 |
| 3    | Robby Gordon Andy Grider           | Hummer H3                | +00:04:13 |
| 4    | Nani Roma Lucas Cruz               | Mitsubishi Racing Lancer | +00:05:37 |
| 5    | Guerlain Chicherit Matthieu Baumel | BMW X3 CC                | +00:06:08 |

Dem Chilenen Francisco Lopez gelang ausgerechnet auf der Etappe, die in seinem Heimatland Chile endete, sein erster Etappensieg bei der Rallye Dakar. In der Gesamtwertung setzte sich Frétigné vor Street auf die Verfolgerposition hinter dem Spitzenreiter Coma.
Carlos Sainz verbuchte seinen dritten Tagessieg bei der Rallye. Auf Mark Miller und Robby Gordon konnte er rund vier Minuten herausfahren. Er setzte sich zudem in der Gesamtwertung mit einem Vorsprung von gerade einmal neun Sekunden vor de Villiers, der auf der Etappe über sieben Minuten an Boden auf Sainz verlor. Stéphane Peterhansel hatte Probleme mit dem überhitzenden Motor seines Mitsubishi. Nachdem er zwei Mal ein Feuer löschen musste, ging der Motor kurze Zeit später endgültig kaputt und Peterhansel war zur Aufgabe gezwungen. Damit befand sich nur noch der Werks-Mitsubishi von Nani Roma im Rennen, allerdings schon mit einer halben Stunde Rückstand.

### Etappe 8
Motorrad
| Rang | Fahrer          | Fahrzeug       | Zeit      |
| ---- | --------------- | -------------- | --------- |
| 1    | Cyril Despres   | KTM 690 Rallye | 04:07:39  |
| 2    | Marc Coma       | KTM 690 Rallye | +00:01:49 |
| 3    | Francisco Lopez | KTM 690 Rallye | +00:02:56 |
| 4    | Alain Duclos    | KTM 690 Rallye | +00:12:39 |
| 5    | Jordi Viladoms  | KTM 690 Rallye | +00:13:12 |

Quads
| Rang | Fahrer            | Fahrzeug           | Zeit      |
| ---- | ----------------- | ------------------ | --------- |
| 1    | Josef Macháček    | Yamaha Raptor      | 04:49:24  |
| 2    | Marcos Patronelli | Can-Am 800         | +00:02:51 |
| 3    | Hubert Deltrieu   | Polaris Outlaw 525 | +00:07:00 |

Autos
| Rang | Fahrer                                | Fahrzeug                 | Zeit      |
| ---- | ------------------------------------- | ------------------------ | --------- |
| 1    | Carlos Sainz Michel Périn             | VW Race Touareg II       | 03:47:19  |
| 2    | Dieter Depping Timo Gottschalk        | VW Race Touareg II       | +00:04:02 |
| 3    | Mark Miller Ralph Pitchford           | VW Race Touareg II       | +00:04:12 |
| 4    | Nani Roma Lucas Cruz                  | Mitsubishi Racing Lancer | +00:04:15 |
| 5    | Giniel de Villiers Dirk von Zitzewitz | VW Race Touareg II       | +00:10:48 |

Trucks
| Rang | Fahrer                                             | Fahrzeug                  | Zeit      |
| ---- | -------------------------------------------------- | ------------------------- | --------- |
| 1    | Gerard de Rooy Tom Colsoul Marcel Van Melis        | GINAF X2223               | 02:47:33  |
| 2    | Wladimir Tschagin Sergei Sawostin Eduard Nikolajew | KAMAZ 4326                | +00:01:42 |
| 3    | Aleš Loprais Vojtěch Štajf Milan Holáň             | Tatra 815-2 ZO R45 12.400 | +00:02:12 |
| 4    | André de Azevedo Majkel Justo Jaromir Martinec     | Tatra 815                 | +00:06:00 |
| 5    | Firdaus Kabirow Aidar Beljajew Andrei Mokejew      | KAMAZ 4326                | +00:07:34 |

Auf dem ersten Etappe nach dem Ruhetag siegte der Franzose Despres mit knapp zwei Minuten vor Coma und knapp drei Minuten vor Lopez. Despres konnte sich damit in der Gesamtwertung vor Jonah Street vorschieben, lag aber weiterhin über 90 Minuten hinter Coma.
Der rallyepistenartige Charakter der Strecke kam dem ehemaligen WRC-Piloten Carlos Sainz zugute. Er konnte die Etappe für sich entscheiden und gut vier Minuten auf Depping und Miller herausfahren. De Villers verlor zehn Minuten auf Sainz. Bemerkenswert ist, dass Matthias Kahle die letzten 18 Kilometer rückwärtsfahrend zurücklegte, da ihm infolge eines Getriebeschadens alle Vorwärtsgänge ausfielen.
Bei den Trucks konnte de Rooy wieder einen Etappensieg für sich verbuchen. Er wurde gefolgt von Tschagin mit einem Rückstand einer Minute und 42 Sekunden. Titelverteidiger Hans Stacey gab das Rennen auf.

### Etappe 9
Motorräder
| Rang | Fahrer          | Fahrzeug       | Zeit      |
| ---- | --------------- | -------------- | --------- |
| 1    | Frans Verhoeven | KTM 690 Rallye | 06:26:33  |
| 2    | David Frétigné  | Yamaha WRF 450 | +00:03:09 |
| 3    | Marc Coma       | KTM 690 Rallye | +00:04:59 |
| 4    | Cyril Despres   | KTM 690 Rallye | +00:06:03 |
| 5    | Francisco Lopez | KTM 690 Rallye | +00:08:40 |

Quads
| Rang | Fahrer            | Fahrzeug           | Zeit      |
| ---- | ----------------- | ------------------ | --------- |
| 1    | Josef Macháček    | Yamaha Raptor      | 08:20:54  |
| 2    | Marcos Patronelli | Can-Am 800         | +00:00:39 |
| 3    | Hubert Deltrieu   | Polaris Outlaw 525 | +00:17:26 |

Autos
| Rang | Fahrer                                | Fahrzeug           | Zeit      |
| ---- | ------------------------------------- | ------------------ | --------- |
| 1    | Carlos Sainz Michel Périn             | VW Race Touareg II | 05:56:08  |
| 2    | Mark Miller Ralph Pitchford           | VW Race Touareg II | +00:01:47 |
| 3    | Robby Gordon Andy Grider              | Hummer H3          | +00:02:16 |
| 4    | Orlando Terranova Alain Guehennec     | BMW X3 CC          | +00:10:06 |
| 5    | Giniel de Villiers Dirk von Zitzewitz | VW Race Touareg II | +00:12:01 |

Trucks
| Rang | Fahrer                                                  | Fahrzeug    | Zeit      |
| ---- | ------------------------------------------------------- | ----------- | --------- |
| 1    | Firdaus Kabirow Aidar Beljajew Andrei Mokejew           | KAMAZ 4326  | 07:02:04  |
| 2    | Wladimir Tschagin Sergei Sawostin Eduard Nikolajew      | KAMAZ 4326  | +00:00:30 |
| 3    | Gerard de Rooy Tom Colsoul Marcel Van Melis             | GINAF X2223 | +00:16:59 |
| 4    | André de Azevedo Majkel Justo Jaromir Martinec          | Tatra 815   | +00:25:27 |
| 5    | Ilgisar Mardejew Wjatscheslaw Misjukajew Airat Mardejew | KAMAZ 4326  | +00:35:58 |

Zwischenzeitlich war David Frétigné schnellster Motorradfahrer. In den Dünen zum Schluss der Etappe ließ er jedoch etwas Zeit liegen, sodass der Niederländer Frans Verhoeven seinen zweiten Tageserfolg bei der Rallye feiern konnte. Mit über drei Minuten Rückstand folgten hinter ihm Frétigné und Lopez. Jonah Street wurde durch eine Verletzung am Handgelenk zur Aufgabe gezwungen.
Auch auf der neunten Etappe konnte Carlos Sainz wieder siegen. Hinter ihm folgten Miller und Gordon mit rund zwei Minuten Rückstand. Orlando Terranova schaffte mit seinem vierten Platz wieder ein sehr gutes Resultat. Nani Roma hingegen vernavigierte sich und erreichte das Ziel erst knapp 25 Minuten hinter Sainz. Damit verspielte er seine letzte Chance auf den Gesamtsieg, denn er lag nun schon fast eine Stunde zurück.
Wladimir Tschagin war schnellster Lastwagenfahrer mit einem Vorsprung von 24 Minuten auf den Brasilianer André de Azevedo. Die Zeiten von Kabirow und de Rooy wurden jedoch nachträglich geändert, da sie minutenlang anhielten, um einem verunglückten Truck-Team Hilfe zu leisten. Dadurch wurde Kabirow nachträglich zum Sieger gekürt.

### Etappe 10
Motorräder
| Rang | Fahrer                  | Fahrzeug       | Zeit      |
| ---- | ----------------------- | -------------- | --------- |
| 1    | Jordi Viladoms          | KTM 690 Rallye | 06:35:26  |
| 2    | Alain Duclos            | KTM 690 Rallye | +00:01:06 |
| 3    | Pål Anders Ullevålseter | KTM 690 Rallye | +00:02:07 |
| 4    | Hélder Rodrigues        | KTM 690 Rallye | +00:08:29 |
| 5    | David Casteu            | KTM 690 Rallye | +00:08:44 |

Quads
| Rang | Fahrer            | Fahrzeug           | Zeit      |
| ---- | ----------------- | ------------------ | --------- |
| 1    | Marcos Patronelli | Can-Am 800         | 08:20:30  |
| 2    | Josef Macháček    | Yamaha Raptor      | +00:00:28 |
| 3    | Hubert Deltrieu   | Polaris Outlaw 525 | +00:52:38 |

Autos
| Rang | Fahrer                             | Fahrzeug                 | Zeit      |
| ---- | ---------------------------------- | ------------------------ | --------- |
| 1    | Carlos Sainz Michel Périn          | VW Race Touareg II       | 05:32:55  |
| 2    | Robby Gordon Andy Grider           | Hummer H3                | +00:00:21 |
| 3    | Mark Miller Ralph Pitchford        | VW Race Touareg II       | +00:07:39 |
| 4    | Guerlain Chicherit Matthieu Baumel | BMW X3 CC                | +00:12:25 |
| 5    | Nani Roma Lucas Cruz               | Mitsubishi Racing Lancer | +00:15:01 |

Trucks
| Rang | Fahrer                                                  | Fahrzeug                  | Zeit      |
| ---- | ------------------------------------------------------- | ------------------------- | --------- |
| 1    | Wladimir Tschagin Sergei Sawostin Eduard Nikolajew      | KAMAZ 4326                | 05:14:40  |
| 2    | Gerard de Rooy Tom Colsoul Marcel Van Melis             | GINAF X2223               | +00:01:43 |
| 3    | Firdaus Kabirow Aidar Beljajew Andrei Mokejew           | KAMAZ 4326                | +00:03:56 |
| 4    | Ilgisar Mardejew Wjatscheslaw Misjukajew Airat Mardejew | KAMAZ 4326                | +00:32:10 |
| 5    | Aleš Loprais Vojtěch Štajf Milan Holáň                  | Tatra 815-2 ZO R45 12.400 | +00:32:37 |

Comas Teamkollege Jordi Viladoms konnte seinen ersten Etappensieg bei der Rallye Dakar 2009 verbuchen. Dahinter folgten Alain Duclos mit etwa einer Minute Rückstand und der Portugiese Hélder Rodrigues mit achteinhalb Minuten Rückstand. Sie konnten davon profitieren, dass sich Despres, Coma und Lopez verfuhren. David Frétigné verlor noch mehr Zeit und so betrug Comas Polster auf ihn in der Gesamtwertung inzwischen schon über 80 Minuten.
In der Automobilwertung siegte Carlos Sainz zum vierten Mal in Folge. Robby Gordon verpasste seinen ersten Etappensieg um nur 21 Sekunden. Nani Roma wurde durch eine drohende Motorüberhitzung ausgebremst und verlor eine Viertelstunde. Mark Miller und Giniel de Villiers lagen in der Gesamtwertung nun schon deutlich hinter Sainz. Millers Rückstand betrug über 27 Minuten, de Villiers Rückstand sogar schon über 41 Minuten. Orlando Terranova musste aufgrund einiger Überschläge infolge eines Fahrfehlers die Rallye aufgeben. Auf dieser Etappe kam es zur kuriosen Situation, dass sich sprichwörtlich zwei Deutsche in der Wüste trafen. Matthias Kahle hing mit seinem Buggy auf der Abfahrt von einer Düne im Sand fest. Dieter Depping konnte ihn auf der Auffahrt auf die Düne nicht sehen und steuerte daher in dieselbe Richtung wie Kahle. Als Depping die Düne überquerte, konnte er sein Fahrzeug nicht mehr vom Kurs wegsteuern, weil er die Düne herunterrutschte. Dabei traf er Kahle im Heck. Es wurde dabei aber glücklicherweise niemand verletzt und die Fahrzeuge blieben weitgehend unbeschädigt, sodass beide die Rallye ohne Probleme fortsetzen konnten.
Tschagin gewann die Lastwagenwertung. Den zweiten Platz belegte de Rooy mit einer Minute und 44 Sekunden Rückstand, dahinter Tschagins Teamkollege Kabirow mit vier Minuten Rückstand.

### Etappe 12
Motorräder
| Rang | Fahrer          | Fahrzeug       | Zeit      |
| ---- | --------------- | -------------- | --------- |
| 1    | Cyril Despres   | KTM 690 Rallye | 03:57:37  |
| 2    | Marc Coma       | KTM 690 Rallye | +00:01:23 |
| 3    | Gerard Farrés   | KTM 690 Rallye | +00:09:47 |
| 4    | David Casteu    | KTM 690 Rallye | +00:09:51 |
| 5    | Francisco Lopez | KTM 690 Rallye | +00:10:16 |

Quads
| Rang | Fahrer            | Fahrzeug           | Zeit      |
| ---- | ----------------- | ------------------ | --------- |
| 1    | Marcos Patronelli | Can-Am 800         | 04:42:58  |
| 2    | Josef Macháček    | Yamaha Raptor      | +00:35:56 |
| 3    | Hubert Deltrieu   | Polaris Outlaw 525 | +00:36:02 |

Autos
| Rang | Fahrer                                | Fahrzeug           | Zeit      |
| ---- | ------------------------------------- | ------------------ | --------- |
| 1    | Giniel de Villiers Dirk von Zitzewitz | VW Race Touareg II | 04:06:43  |
| 2    | Mark Miller Ralph Pitchford           | VW Race Touareg II | +00:16:17 |
| 3    | Robby Gordon Andy Grider              | Hummer H3          | +00:25:27 |
| 4    | Dieter Depping Timo Gottschalk        | VW Race Touareg II | +00:42:02 |
| 5    | Leonid Nowizki Oleg Tyupenkin         | BMW X3 CC          | +00:55:25 |

Trucks
| Rang | Fahrer                                               | Fahrzeug    | Zeit      |
| ---- | ---------------------------------------------------- | ----------- | --------- |
| 1    | Wladimir Tschagin Sergei Sawostin Eduard Nikolajew   | KAMAZ 4326  | 04:39:49  |
| 2    | Firdaus Kabirow Aidar Beljajew Andrei Mokejew        | KAMAZ 4326  | +00:01:47 |
| 3    | Gerard de Rooy Tom Colsoul Marcel Van Melis          | GINAF X2223 | +00:24:40 |
| 4    | Wulfert van Ginkel Willem Tijsterman Richard de Rooy | GINAF X2222 | +01:10:40 |
| 5    | André de Azevedo Majkel Justo Jaromir Martinec       | Tatra 815   | +01:31:09 |

Auf der zwölften Etappe ging der Tagessieg an Cyril Despres. Er machte zugleich über zehn Minuten auf David Frétigné, der mit Ölproblemen zu kämpfen hatte, gut und setzte sich damit in der Gesamtwertung vor Frétigné auf den zweiten Platz. Insgesamt war dies der 20. Tageserfolg, den Despres auf einer Etappe der Rallye Dakar feiern konnte. Marc Coma ließ es aufgrund seines komfortablen Vorsprungs in der Gesamtwertung etwas langsamer angehen und erreichte das Ziel eine Minute und 23 Sekunden nach Despres. Dritter wurde Gerard Farrés mit knapp zehn Minuten Rückstand.
Carlos Sainz, der Spitzenreiter in der Automobilwertung, stürzte in einen drei Meter tiefen Graben und blieb auf dem Dach liegen. Sein Beifahrer Michel Périn erlitt bei dem Unfall eine Schulterverletzung und war nicht mehr in der Lage, weiterzufahren. Für das Team bedeutete dies das Ende der Rallye. Von seinem Ausfall konnte Giniel de Villiers profitieren, da er mit zweieinhalb Minuten Vorsprung vor Mark Miller die Führung in der Gesamtwertung übernahm. Dies gelang ihm auch vor allem dadurch, dass er auf der Etappe über 16 Minuten auf Miller herausfahren und sich so an die Spitze in der Gesamtwertung setzen konnte. An dem großen Vorsprung war sein Beifahrer Dirk von Zitzewitz maßgeblich beteiligt, da er am schnellsten aus den Dünen herausfand und so den großen Vorsprung ermöglichte. Nani Roma steckte mehrere Stunden im Sand fest und fiel daher in der Gesamtwertung auf den zehnten Rang zurück. Robby Gordon übernahm Platz drei.
Bei den Trucks übernahm Wladimir Tschagin nach seinem Etappensieg auch die Führung in der Gesamtwertung und lag eine Minute und 33 Sekunden vor Kabirow.

### Etappe 13
Motorräder
| Rang | Fahrer         | Fahrzeug       | Zeit      |
| ---- | -------------- | -------------- | --------- |
| 1    | Cyril Despres  | KTM 690 Rallye | 02:33:35  |
| 2    | Marc Coma      | KTM 690 Rallye | +00:01:45 |
| 3    | David Frétigné | Yamaha WRF 450 | +00:02:37 |
| 4    | Jordi Viladoms | KTM 690 Rallye | +00:03:52 |
| 5    | David Casteu   | KTM 690 Rallye | +00:03:55 |

Quads
| Rang | Fahrer          | Fahrzeug           | Zeit      |
| ---- | --------------- | ------------------ | --------- |
| 1    | Carlos Avendano | Suzuki LTR 450     | 02:53:12  |
| 2    | Josef Macháček  | Yamaha Raptor      | +00:02:12 |
| 3    | Hubert Deltrieu | Polaris Outlaw 525 | +00:02:49 |

Autos
| Rang | Fahrer                               | Fahrzeug                 | Zeit      |
| ---- | ------------------------------------ | ------------------------ | --------- |
| 1    | Nani Roma Lucas Cruz                 | Mitsubishi Racing Lancer | 02:33:48  |
| 2    | Krzysztof Hołowczyc Jean-Marc Fortin | Nissan Navara            | +00:07:18 |
| 3    | Guerlain Chicherit Matthieu Baumel   | BMW X3 CC                | +00:07:27 |
| 4    | Dieter Depping Timo Gottschalk       | VW Race Touareg II       | +00:10:00 |
| 5    | Leonid Nowizki Oleg Tyupenkin        | BMW X3 CC                | +00:10:33 |

Trucks
| Rang | Fahrer                                             | Fahrzeug       | Zeit      |
| ---- | -------------------------------------------------- | -------------- | --------- |
| 1    | Firdaus Kabirow Aidar Beljajew Andrei Mokejew      | KAMAZ 4326     | 03:01:51  |
| 2    | Gerard de Rooy Tom Colsoul Marcel Van Melis        | GINAF X2223    | +00:02:12 |
| 3    | Franz Echter Detlef Ruf Artur Klein                | MAN TGS 18.480 | +00:02:36 |
| 4    | André de Azevedo Majkel Justo Jaromir Martinec     | Tatra 815      | +00:02:47 |
| 5    | Wladimir Tschagin Sergei Sawostin Eduard Nikolajew | KAMAZ 4326     | +00:04:33 |

Auch der Tagessieg auf der 13. Etappe ging wieder an Despres. Er erreichte das Ziel eine Minute und 45 Sekunden vor Coma und zwei Minuten und 47 Sekunden vor Frétigné. Der Chilene Lopez musste unglücklicherweise auf der vorletzten Etappe der Rallye aufgeben, da sein Motorrad einen Motorschaden hatte. Er ließ sich zunächst noch von einem anderen Motorrad ziehen, brach das Vorhaben aber wenig später aus Sicherheitsgründen ab.
Die Volkswagen mussten nur ihren großen Vorsprung in der Gesamtwertung ins Ziel retten und so entschied sich das Team für eine ungewöhnliche Taktik. De Villiers und Miller hielten an und warteten auf Dieter Depping. Depping sollte vorausfahren, damit nicht ein führender Volkswagen, wie auf der Etappe zuvor, durch ein unerwartet auftretendes Hindernis verunfallt und aus dem Rennen ausscheidet. Robby Gordon konnte die dadurch entstandene Gelegenheit auf seinen ersten Etappensieg jedoch nicht nutzen, da er wegen technischen Problemen etwa 20 Minuten lang anhalten musste. Stattdessen sicherte sich der Mitsubishi-Pilot Nani Roma den Etappensieg und erzielte damit den ersten Erfolg für sein Team bei der Rallye Dakar 2009. Mit über sieben Minuten Rückstand folgten ihm der Pole Holowczyc und der Franzose Chicherit, die sich beide ihre WRC-Erfahrung auf der rallyepistenartigen Strecke zunutze machen konnten.
Tschagin wurde von mehreren kleinen Problemen aufgehalten und so konnte Kabirow die Etappe für sich entscheiden. Kabirow übernahm dadurch auch die Führung in der Gesamtwertung mit nur drei Minuten Vorsprung vor seinem Teamkollegen. Der Deutsche Franz Echter wurde Dritter hinter Gerard de Rooy und erzielte damit seine erste Podiumsplatzierung.

### Etappe 14
Motorräder
| Rang | Fahrer                  | Fahrzeug       | Zeit      |
| ---- | ----------------------- | -------------- | --------- |
| 1    | Hélder Rodrigues        | KTM 690 Rallye | 01:42:37  |
| 2    | Pål Anders Ullevålseter | KTM 690 Rallye | +00:02:07 |
| 3    | Cyril Despres           | KTM 690 Rallye | +00:02:41 |
| 4    | Jordi Viladoms          | KTM 690 Rallye | +00:03:31 |
| 5    | David Casteu            | KTM 690 Rallye | +00:04:37 |

Quads
| Rang | Fahrer          | Fahrzeug           | Zeit      |
| ---- | --------------- | ------------------ | --------- |
| 1    | Jose Maria Pena | Yamaha Raptor 700  | 02:14:23  |
| 2    | Josef Macháček  | Yamaha Raptor      | +00:00:08 |
| 3    | Hubert Deltrieu | Polaris Outlaw 525 | +00:01:50 |

Autos
| Rang | Fahrer                                | Fahrzeug                 | Zeit      |
| ---- | ------------------------------------- | ------------------------ | --------- |
| 1    | Giniel de Villiers Dirk von Zitzewitz | VW Race Touareg II       | 01:35:43  |
| 2    | Leonid Nowizki Oleg Tyupenkin         | BMW X3 CC                | +00:00:02 |
| 3    | Krzysztof Hołowczyc Jean-Marc Fortin  | Nissan Navara            | +00:00:17 |
| 4    | Nani Roma Lucas Cruz                  | Mitsubishi Racing Lancer | +00:00:38 |
| 5    | Guerlain Chicherit Matthieu Baumel    | BMW X3 CC                | +00:00:50 |

Trucks
| Rang | Fahrer                                                 | Fahrzeug       | Zeit      |
| ---- | ------------------------------------------------------ | -------------- | --------- |
| 1    | Firdaus Kabirow Aidar Beljajew Andrei Mokejew          | KAMAZ 4326     | 01:49:56  |
| 2    | Wladimir Tschagin Sergei Sawostin Eduard Nikolajew     | KAMAZ 4326     | +00:00:39 |
| 3    | Franz Echter Detlef Ruf Artur Klein                    | MAN TGS 18.480 | +00:01:27 |
| 4    | Gerard de Rooy Tom Colsoul Marcel Van Melis            | GINAF X2223    | +00:02:19 |
| 5    | Marcel van Vliet Herman Vaanholt Gerard van Veenendaal | GINAF X2222    | +00:12:17 |

Vor dem Start der Schlussetappe lagen der Portugiese Rodriguez und der Norweger Ullevalseter in der Gesamtwertung gerade einmal 44 Sekunden auseinander. Daher bahnte sich ein Zweikampf zwischen beiden Fahrern um den fünften Platz an. Hélder Rodrigues entschied die Schlussetappe für sich und behauptete seinen fünften Rang in der Gesamtwertung. Ullevalseter wurde Zweiter hinter Rodrigues. Da seine Hinterreifen zum Schluss der Etappe abbauten, verlor er gut zwei Minuten. Dritter wurde Despres mit knapp drei Minuten Rückstand.
Zu Beginn der Etappe lieferten sich Guerlain Chicherit, Krzysztof Holowczyc und Leonid Nowizki einen engen Kampf um den Etappensieg. Letztendlich schlug aber der Gesamtwertungsführende Giniel de Villiers zu, der sich nur zwei Sekunden vor Nowizki setzte. Die Nächstplatzierten Holowczyc, Roma und Chicherit blieben alle innerhalb einer Minute hinter de Villiers.
Firdaus Kabirow gewann auch die letzte Etappe der Rallye Dakar. Er erreichte das Ziel gut dreieinhalb Minuten vor Tschagin, der anhalten musste, um seine brennenden Bremsen zu löschen.

### Endstand
Motorräder
| Rang | Fahrer                  | Fahrzeug        | Zeit      |
| ---- | ----------------------- | --------------- | --------- |
| 1    | Marc Coma               | KTM 690 Rallye  | 52:14:33  |
| 2    | Cyril Despres           | KTM 690 Rallye  | +01:25:38 |
| 3    | David Frétigné          | Yamaha WRF 450  | +01:38:56 |
| 4    | David Casteu            | KTM 690 Rallye  | +02:17:54 |
| 5    | Hélder Rodrigues        | KTM 690 Rallye  | +02:22:11 |
| 6    | Pål Anders Ullevålseter | KTM 690 Rallye  | +02:25:02 |
| 7    | Jordi Viladoms          | KTM 690 Rallye  | +02:28:29 |
| 8    | Frans Verhoeven         | KTM 690 Rallye  | +02:50:39 |
| 9    | Henk Knuiman            | KTM 690         | +03:22:41 |
| 10   | Paulo Gonçalves         | Honda CRF 450 X | +04:12:42 |

Quads
| Rang | Fahrer            | Fahrzeug           | Zeit      |
| ---- | ----------------- | ------------------ | --------- |
| 1    | Josef Macháček    | Yamaha Raptor      | 68:22:06  |
| 2    | Marcos Patronelli | Can-Am 800         | +02:34:00 |
| 3    | Rafał Sonik       | Yamaha Raptor      | +07:42:34 |
| 4    | Hubert Deltrieu   | Polaris Outlaw 525 | +11:13:31 |
| 5    | Oldřich Bražina   | Yamaha 660         | +15:59:51 |
| 6    | Carlos Avendano   | Suzuki LTR 450     | +16:44:15 |

Autos
| Rang | Fahrer                                | Fahrzeug                 | Zeit      |
| ---- | ------------------------------------- | ------------------------ | --------- |
| 1    | Giniel de Villiers Dirk von Zitzewitz | VW Race Touareg II       | 48:10:57  |
| 2    | Mark Miller Ralph Pitchford           | VW Race Touareg II       | +00:08:59 |
| 3    | Robby Gordon Andy Grider              | Hummer H3                | +01:46:15 |
| 4    | Ivar Erik Tollefsen Quin Evans        | Nissan Navara            | +06:04:34 |
| 5    | Krzysztof Hołowczyc Jean-Marc Fortin  | Nissan Navara            | +06:37:49 |
| 6    | Dieter Depping Timo Gottschalk        | VW Race Touareg II       | +08:43:29 |
| 7    | Miroslav Zapletal Tomas Ourednicek    | Mitsubishi L200          | +11:03:08 |
| 8    | Leonid Nowizki Oleg Tyupenkin         | BMW X3 CC                | +13:15:13 |
| 9    | Guerlain Chicherit Matthieu Baumel    | BMW X3 CC                | +14:49:49 |
| 10   | Nani Roma Lucas Cruz                  | Mitsubishi Racing Lancer | +17:27:46 |
| …    | …                                     | …                        | …         |
| 15   | Matthias Kahle Thomas Schünemann      | Honda Buggy Fast&Speed   | +21:38:55 |

Trucks
| Rang | Fahrer                                                  | Fahrzeug         | Zeit      |
| ---- | ------------------------------------------------------- | ---------------- | --------- |
| 1    | Firdaus Kabirow Aidar Beljajew Andrei Mokejew           | KAMAZ 4326       | 49:34:46  |
| 2    | Wladimir Tschagin Sergei Sawostin Eduard Nikolajew      | KAMAZ 4326       | +00:03:39 |
| 3    | Gerard de Rooy Tom Colsoul Marcel Van Melis             | GINAF X2223      | +00:59:56 |
| 4    | Ilgisar Mardejew Wjatscheslaw Misjukajew Airat Mardejew | KAMAZ 4326       | +06:46:30 |
| 5    | Franz Echter Detlef Ruf Artur Klein                     | MAN TGS 18.480   | +07:19:41 |
| 6    | André de Azevedo Majkel Justo Jaromír Martinec          | Tatra 815        | +09:31:18 |
| 7    | Pep Vila Roca Moisès Torrallardona Joachim Busoms       | Mercedes 1844-AK | +16:06:40 |
| 8    | Wulfert van Ginkel Willem Tijsterman Richard de Rooy    | GINAF X2222      | +16:29:47 |
| 9    | Jordi Juvanteny Jose Luis Criado Fina Roman             | MAN TGS 26.480   | +19:53:45 |
| 10   | Zoltan Szaller Lazlo Karoly Pocsik Tibor Csitari        | MAN M2000 18.0   | +20:27:01 |

113 Motorradfahrer, 13 Quadfahrer, 91 Autofahrer und 54 Lastwagenfahrer konnten das Ziel bei der Rallye erreichen.
Marc Coma wurde der erste Sieger bei der ersten Rallye Dakar auf dem südamerikanischen Kontinent und verbuchte seinen insgesamt dritten Gesamtsieg. Er sicherte sich den Sieg mit einer Stunde und 25 Minuten Vorsprung auf den letztmaligen Dakar-Sieger Cyril Despres. David Frétigné beendete die Rallye auf seiner kleinen 450er-Yamaha überraschend auf dem dritten Platz, nur 13 Minuten hinter Despres. Auf den weiteren Plätzen lagen Casteu, Rodrigues, Ullevalseter, Viladoms und Verhoeven.
Bei den Quads siegte der Tscheche Josef Macháček. Er beendete die Rallye zwei Stunden und 34 Minuten vor dem Lokalmatador Marcos Patronelli.
Giniel de Villiers, der Sieger der Autowertung, ist der erste Fahrer vom afrikanischen Kontinent, der die Rallye Dakar für sich entscheiden konnte. Zudem wurde er der erste Fahrer eines Dieselfahrzeugs, der bei der Rallye siegte. Sein Teamkollege Mark Miller wurde mit neun Minuten Rückstand Zweiter, Robby Gordon in seinem großen Hummer Dritter. Überraschend belegten Ivar Erik Tollefsen und Krzysztof Holowczyc in ihren ehemaligen Werks-Nissan die Plätze vier und fünf. Dies gelang ihnen durch ihre konstanten Ergebnisse, da sie keine größeren Defekte hatten. Dieter Depping wurde Sechster, Matthias Kahle Fünfzehnter. Der einzige Mitsubishi-Fahrer, der das Ziel erreichen konnte, Nani Roma, wurde nur Zehnter. Auch das X-Raid-Team blieb hinter den Erwartungen zurück, nachdem Al-Attiyah disqualifiziert wurde.
In der Kategorie der Produktionswagen siegte Nicolas Gibon im Toyota Land Cruiser. Zweiter wurde Xavier Foy. In der Gesamtwertung belegten sie die Positionen 14 und 16.
Für das KAMAZ-Team war die Rallye Dakar 2009 sehr erfolgreich. Kabirow siegte, Tschagin wurde Zweiter. Er verpasste damit die Gelegenheit, mit Rekord-Dakarsieger Karel Loprais gleichzuziehen. Ilgisar Mardejew wurde als dritter KAMAZ-Fahrer Vierter. Dazwischen reihte sich nur Gerard de Rooy ein. Franz Echter erzielte einen guten fünften Platz.

## Zwischenfälle
Bereits während der ersten Etappe verletzten sich die Briten Paul Green und Matthew Harrison schwer, als sich ihr Fahrzeug überschlug. Beide Männer wurden zu einem lokalen Krankenhaus gebracht, wo sie auch Tage später noch in kritischem Zustand waren.
Der 49-jährige französische Motorradfahrer Pascal Terry meldete am 4. Januar 2009 auf der zweiten Etappe von Santa Rosa de Toay (Provinz La Pampa) nach Puerto Madryn (Provinz Chubut) per Funk, dass seinem Motorrad das Benzin ausgegangen sei. Anschließend meldete er sich nicht wieder und blieb vermisst. Da die Suche anfangs nicht mit vollem Engagement durchgeführt wurde und es eine Reihe an Missverständnissen gab, konnte er nur noch tot in der Nacht zum 8. Januar aufgefunden werden. Die Autopsie der Leiche ergab, dass er bereits am 5. Januar an einem Lungenödem gestorben war.
Auf der zehnten Etappe am 13. Januar wurde der 48-jährige spanische Motorradfahrer Cristóbal Guerrero nach einem heftigen Unfall schwer verletzt. 24 Stunden nach dem Unfall lag er immer noch im Koma und befand sich in kritischem Zustand.
Während der zwölften Etappe am 15. Januar stürzte der Führende Carlos Sainz mit seinem VW Race Touareg in eine vier Meter tiefe Schlucht. Sein Copilot Michel Périn zog sich bei dem Unfall eine Schulterverletzung zu, was für das Team das Ende der Rallye bedeutete.